# The Peninsula Paris
Pour les articles homonymes, voir Hôtel Majestic.
The Peninsula Paris est un palace situé au 19, avenue Kléber, dans le 16e arrondissement de Paris, à quelques pas de l’arc de triomphe de l’Étoile et de l’avenue des Champs-Élysées. L’hôtel fait partie du groupe The Peninsula Hotels, détenu par The Hongkong and Shanghai Hotels (en) et Katara Hospitality (ex-Qatar National Hotels Co.). The Peninsula Paris est le dixième hôtel de la marque et le premier en Europe.
Le bâtiment actuel est érigé à la place d’un ancien hôtel particulier dit « palais de Castille », propriété de la reine Isabelle II d’Espagne qui y meurt en 1904. Il est d’abord exploité comme hôtel de luxe sous le nom d’« hôtel Majestic », à partir de 1908. En 1936, il devient propriété de l’État qui le reconvertit en bâtiment gouvernemental. Entre 1946 et 1958, il accueille le siège provisoire de l’Unesco. Vendu par l’État en 2007, il redevient un hôtel de luxe sous son nom actuel le 1er août 2014, après quatre ans de rénovation. L’établissement reçoit la distinction de palace en juillet 2016.

## Histoire

### Palais de Castille
L’avenue Kléber, initialement « avenue du Roi-de-Rome », est dessinée, comme dans beaucoup d’autres quartiers de Paris, par le baron Eugène Haussmann dans le dessein de faciliter la circulation à l’intérieur de la ville. Il s’agit de l’une des douze avenues partant de l’Arc de Triomphe ; sa construction s’est achevée en 1836. En 1864, un riche Russe nommé Basilewski (de) rêvait de construire un « petit Versailles », et demanda à l’architecte Clément Parent de concevoir ce projet au 19, avenue du Roi-de-Rome.

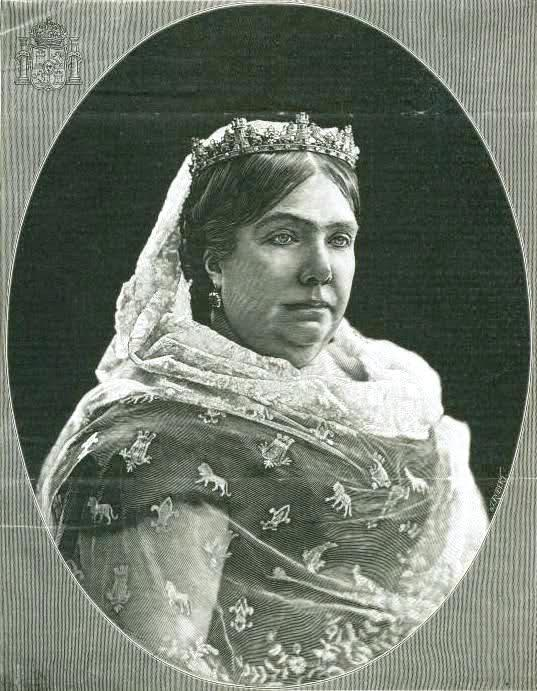
La reine Isabelle II.
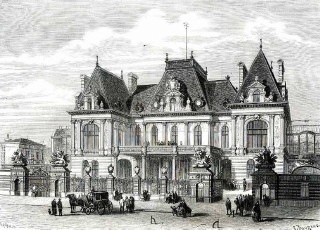
Hôtel Basilewski.

Basilewski n’occupa son hôtel particulier que le temps d’une courte période, du fait de sa vente en 1868 à l’ancienne reine Isabelle II d’Espagne, qui y vécut pendant 36 ans, exilée de son pays à l’époque de la Première République. Au cours de son séjour au sein du bâtiment, qu’elle renomma « palais de Castille » en hommage à la couronne espagnole, l’adresse acquit une renommée certaine. La reine s’y éteint en 1904 à l’âge de 73 ans.

### Hôtel Majestic
Après le décès de la reine en 1904, le gouvernement américain et l’entrepreneur Léonard Tauber entrèrent en concurrence pour l’acquisition du lieu. Finalement, le projet de Tauber visant à démolir le bâtiment afin d’y construire un hôtel de luxe prévalut sur l’emménagement de l’ambassade des États-Unis.
Tauber démolit donc le palais de Castille et mandata l’architecte Armand Sibien (1855-1918) qui y fit construire l’hôtel Majestic entre 1905 et 1908. Il engagea les artisans les plus qualifiés de l’époque afin de satisfaire son obsession pour les détails. L’hôtel ouvrit ses portes en 1908 et devint rapidement une référence à Paris ainsi que l’hôtel privilégié de la haute société parisienne pendant la Belle Époque. Cet hôtel de grand standing comportait 400 chambres et suites, chacune d’entre elles disposant d’équipements modernes pour l’époque, notamment de salles de bains.
Quand la Première Guerre mondiale éclata, plusieurs grands bâtiments furent réquisitionnés afin d’accueillir des hôpitaux temporaires. La réquisition du numéro 19 ne dura pas plus de cinq mois, cependant l’hôtel ne reprit son activité qu’en 1916, après des travaux de réhabilitation.
Le 18 mai 1922 dînent à la même table du restaurant de l’hôtel James Joyce, Marcel Proust, Pablo Picasso, Igor Stravinsky et Serge Diaghilev, ce dernier fêtant la première de son ballet Renard. En 1928, le compositeur américain George Gershwin y écrivit son poème symphonique Un Américain à Paris,. L’hôtel possédait un grand orgue de salon, par la suite vendu et installé dans l’église Saint-Michel des Batignolles.

### Bâtiment de l’État
Acheté par l’État en 1936, l’édifice a été affecté à la direction de l’Armement du ministère de la Guerre.
Pendant la Seconde Guerre mondiale et l’Occupation de Paris, d’octobre 1940 à juillet 1944, l’hôtel Majestic est occupé par le siège du haut commandement militaire allemand en France, Militärbefehlshaber in Frankreich (MBF), dirigé par les généraux et cousins Otto et Carl-Heinrich von Stülpnagel. Des combats y ont lieu durant la Libération de Paris. Il est ensuite affecté au ministère des Affaires étrangères et abrite l’Unesco entre le 16 septembre 1946 et l’année 1958, date à laquelle l’organisation emménage dans la Maison de l’Unesco, construite à cet effet dans le 7e arrondissement.
En 1958, le 19, avenue Kléber, accueillit de nouveau des bureaux du ministère des Affaires étrangères et fut plus particulièrement utilisé comme centre de conférences internationales. C’est à ce titre que le lieu accueillit en 1973 Lê Đức Thọ et Henry Kissinger, chargés de négocier les accords de Paris qui mirent fin à la guerre du Vietnam,. D’autres accords de Paris sont signés dans ce bâtiment en 1991, afin de mettre fin à la guerre civile entre l’État du Cambodge d’une part et une coalition regroupant les forces khmères rouges. En 1999, le procès de l’affaire du sang contaminé par la Cour de justice de la République s’y déroule.

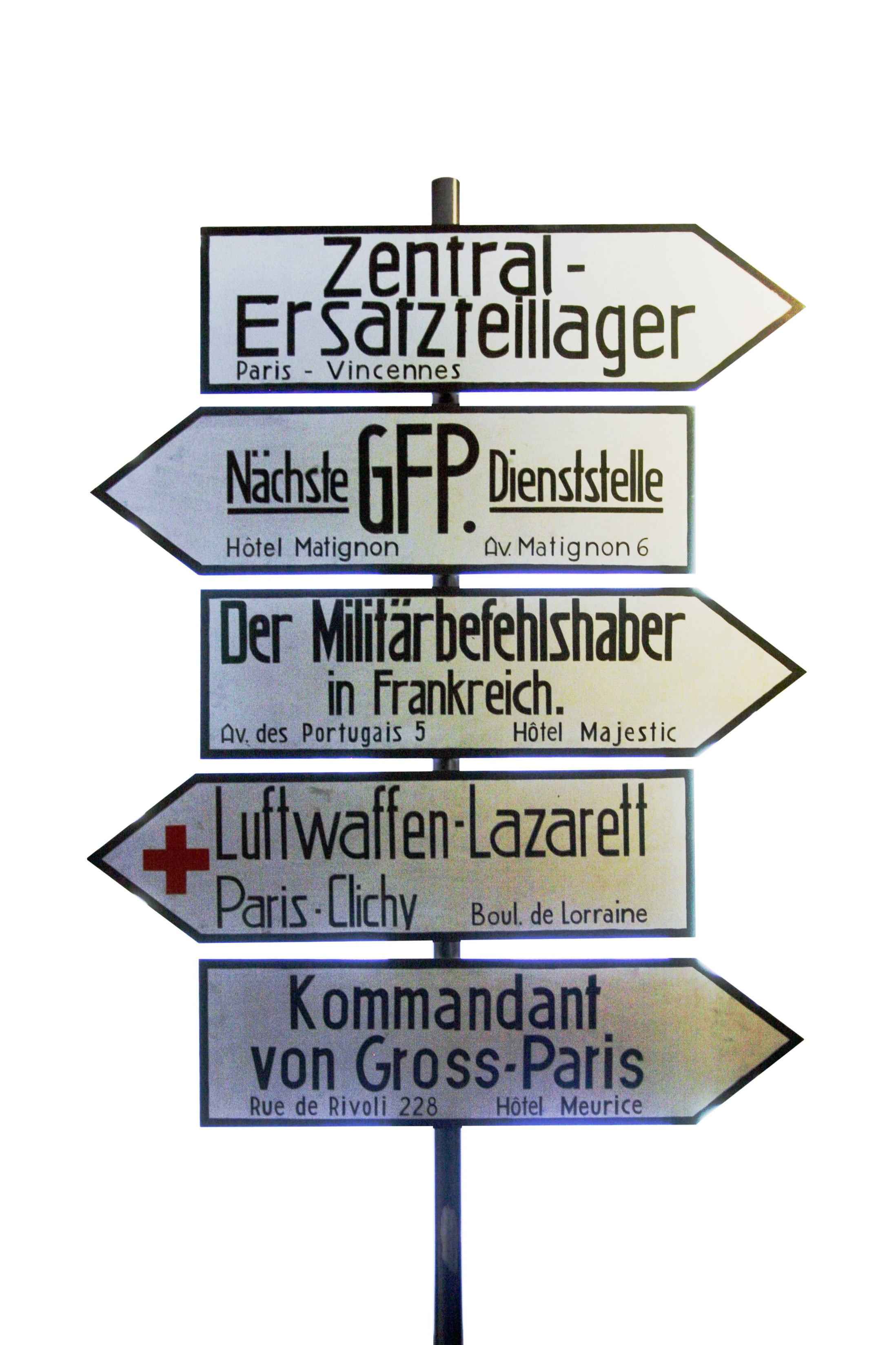
Panneau indicateur durant l’Occupation.
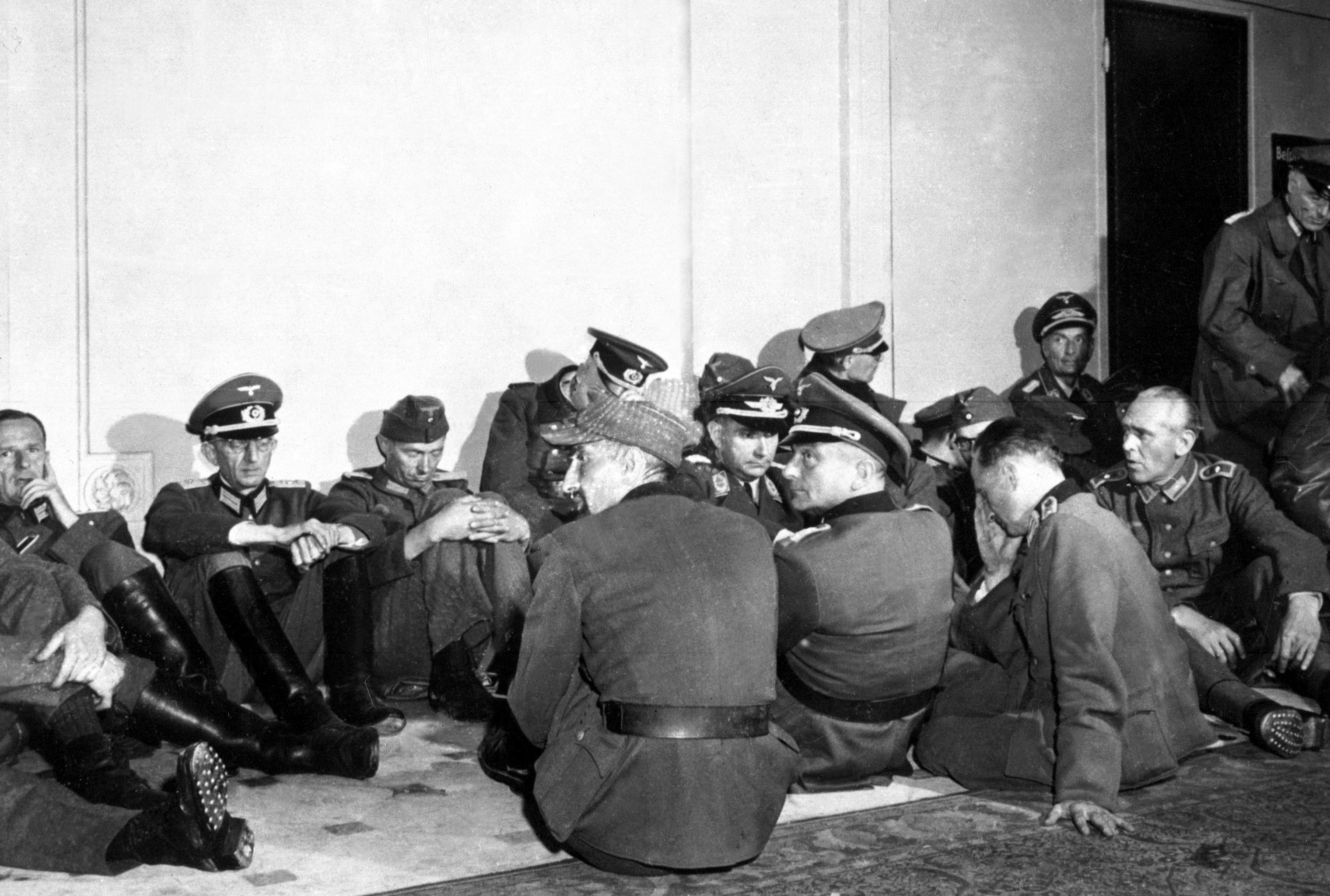
Officiers allemands capturés par des troupes françaises et logés à l’hôtel Majestic, le 26 août 1944.
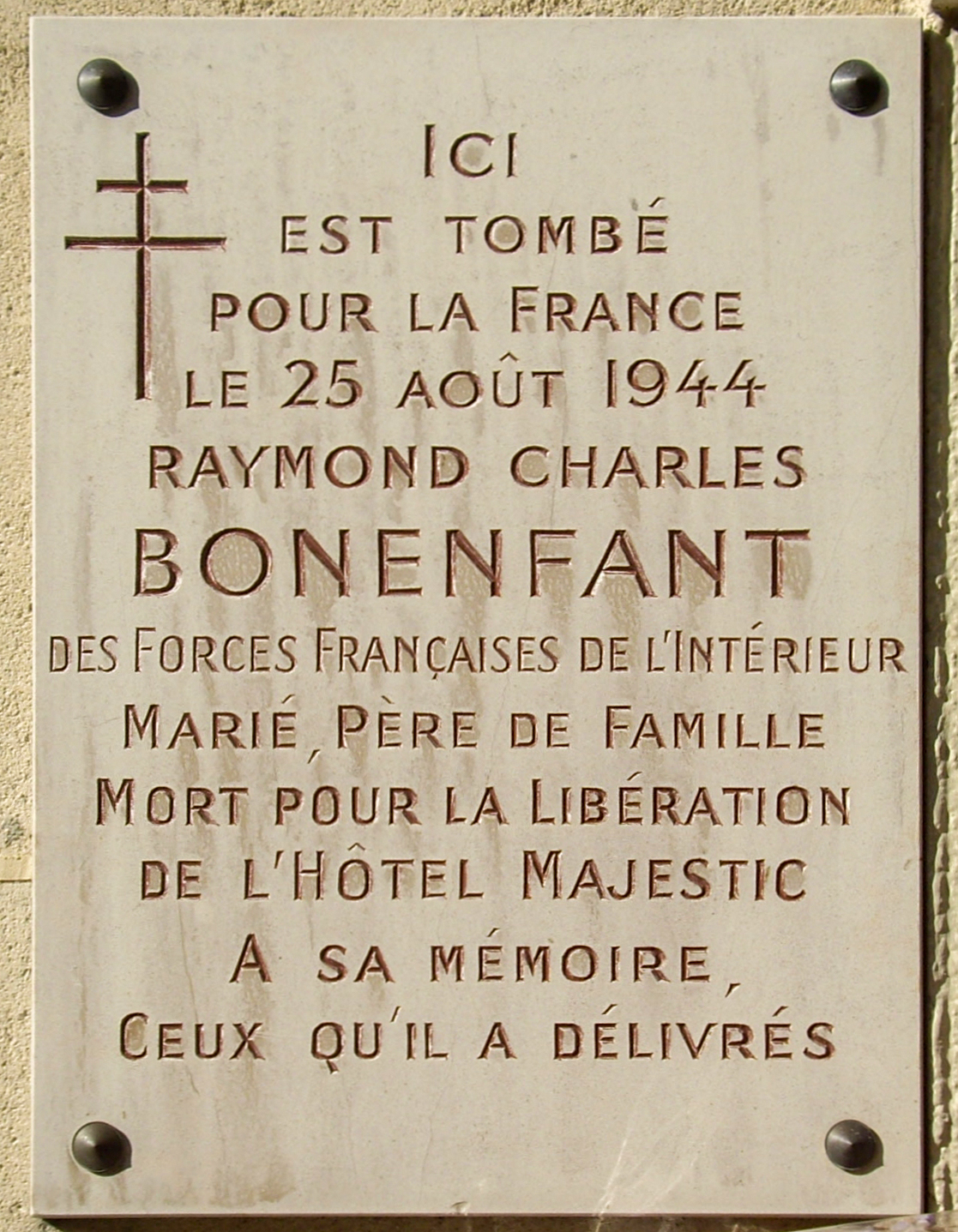
Plaque commémorative en l’honneur de Raymond Bonenfant, tué au 17, rue Galilée, dans un combat de rue près de l’hôtel.
Siège de l’UNESCO, en 1953.
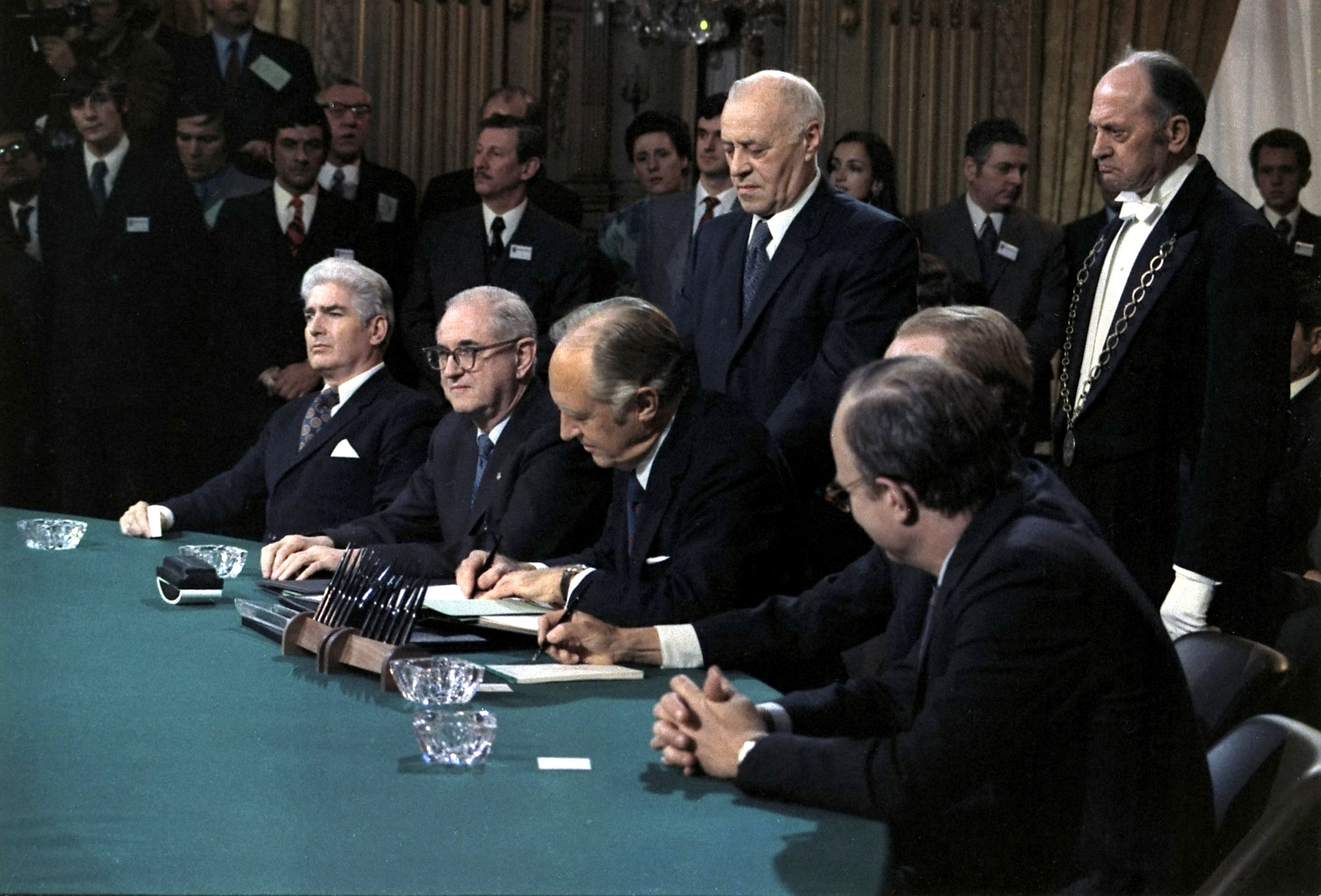
Signature des accords de Paris à l’hôtel Majestic, en 1973.

### The Peninsula Paris
En 2007, le gouvernement français vend le bâtiment à la société de développement hôtelier Katara Hospitality, qui entreprend d’y rouvrir un hôtel de luxe, « The Peninsula Paris ». La restauration du bâtiment débute en 2010 et s’achève quatre ans plus tard. Il s’agit de restaurer certains éléments du bâtiment classé monument historique, comme les bouquets sculptés sur la façade réalisée en pierres de Saint-Leu-la-Forêt, et de refaire la toiture, à partir des prestigieuses carrières d’ardoise d’Angers-Trélazé, réservées aux Bâtiments historiques.
En 2016 et en 2017, l’hôtel accueille le Bal des débutantes.
En 2020, du fait de la pandémie de Covid-19, le Peninsula ferme durant plusieurs mois, comme de nombreux hôtels parisiens. Il rouvre le 1er mars 2021 après un an de fermeture. Le 22 mars 2022, le restaurant gastronomique du Peninsula Paris, L’Oiseau blanc, sous la direction du chef David Bizet, reçoit une seconde étoile du Guide Michelin.

## Principales caractéristiques
L’hôtel comporte 200 chambres dont 87 suites. L’établissement a six étages, ainsi qu’une terrasse sur le toit et trois niveaux de sous-sol. Y travaillent 600 personnes.
L’objectif principal de la restauration de l’hôtel était de raviver l’âme du palace et de redonner tout leur éclat aux nombreuses pièces phares, telles que les colonnes en marbre vert Campan, les cheminées dans les suites, la mosaïque de la Rotonde ou encore le majestueux plafond de la réception. Les 10 000 mètres carrés de pierres calcaires taillées à Saint-Leu-la-Forêt de la façade sont l’exacte restitution de celles de l’hôtel Majestic. Ont été également replacées 1 000 boiseries d’époque. Par rapport au bâtiment initial, une verrière de 700 mètres carrés de vitrage et des portes d’entrée monumentales de 17 mètres de hauteur ont été ajoutées. Dans le hall est installé un lustre, cascade de feuilles lumineuses pesant une tonne, en référence aux feuilles des platanes de l’avenue. Le Peninsula marie ainsi les décors d’origine avec des détails orientaux, insufflés par le nouveau propriétaire.
Les larges volumes du rez-de-chaussée accueillent six boutiques et la majorité des restaurants de l’hôtel. Le bar restaurant L’Oiseau blanc est aménagé sur le toit, sur lequel se situent également les jardins et terrasses des suites de cet étage. L’hôtel compte également un spa, le plus grand parmi ceux des palaces parisiens (1 800 mètres carrés, 6 salles de soins), une piscine intérieure et une salle de sport. L’hôtel met à disposition certains véhicules, deux voitures Rolls (une Phantom EWB ou une Phantom II de 1934) et deux Mini Cooper Clubman aux armes du Peninsula,.

## Restaurants et bars
- Le Lobby : ouvert du petit-déjeuner au dîner, ainsi que pour le tea-time du Peninsula.
- LiLi : restaurant gastronomique cantonais comportant deux salles à manger privées et une table du chef.
- L’Oiseau blanc : restaurant-bar et terrasse récompensé de deux étoiles au Guide Michelin depuis 2022[11] et situé sur le toit, proposant une cuisine traditionnelle française revisitée (le nom fait référence à L’Oiseau blanc, avion de Charles Nungesser et François Coli ; une réplique à 75 % du biplan qui tenta la première traversée de l’océan Atlantique en 1927 prend place sur la terrasse)[2]. Le chef du restaurant est David Bizet, la cheffe pâtissière, Anne Coruble et le chef sommelier, Florent Martin.
- Le Lounge Kléber : espace de détente proposant une sélection de cigares, cocktails et boissons.
- La Terrasse Kléber : offre un accès piéton direct depuis l’avenue Kléber au restaurant Le Lobby. Possibilité de commander des plats internationaux, des boissons ainsi que des en-cas tout au long de la journée
- Le Bar Kléber : choix de cocktails, vins fins, champagnes et spiritueux.

## Récompenses
- Mars 2014, Most Anticipated New Hotel Opening, Luxury Travel Advisor
- 2014, Lili 2 Toques, Gault & Millau
- 2014, L’Oiseau blanc 2 Toques, Gault & Millau
- 2015, Excellence Tip Europe Hotel opening 2014
- 2015, Meilleur Spa d’hôtel en Europe, Prix Villégiature
- Octobre 2015, Best Hotel in France n° 1, Condé Nast Traveller
- 2015, World Leading Landmark Hotel, World Travel Award
- 6 septembre 2015, France’s Leading Luxury Hotel, World Travel Award
- 22 février 2016, The highest Forbes Travel Guide five-star rating Hotel group in the world, Forbes Travel Guide
- Juillet 2016, distinction Palace, Atout France
- Février 2017, The highest Forbes Travel Guide five-star rating Hotel group in the world, Forbes Travel Guide
- Février 2020, une étoile au Guide Michelin pour L’Oiseau blanc
- Mars 2022, seconde étoile au Guide Michelin pour L’Oiseau blanc[11]

## Photographies

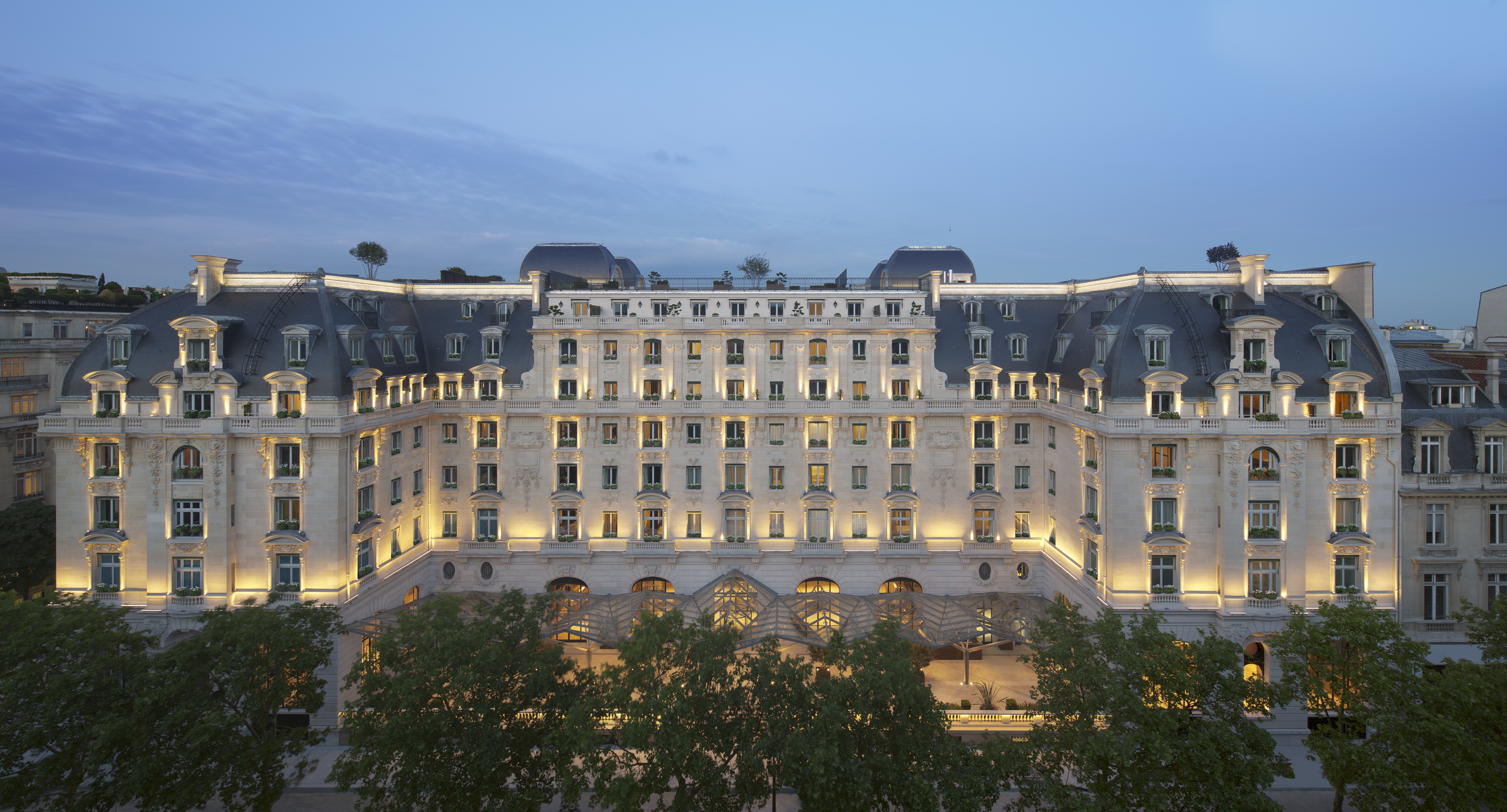
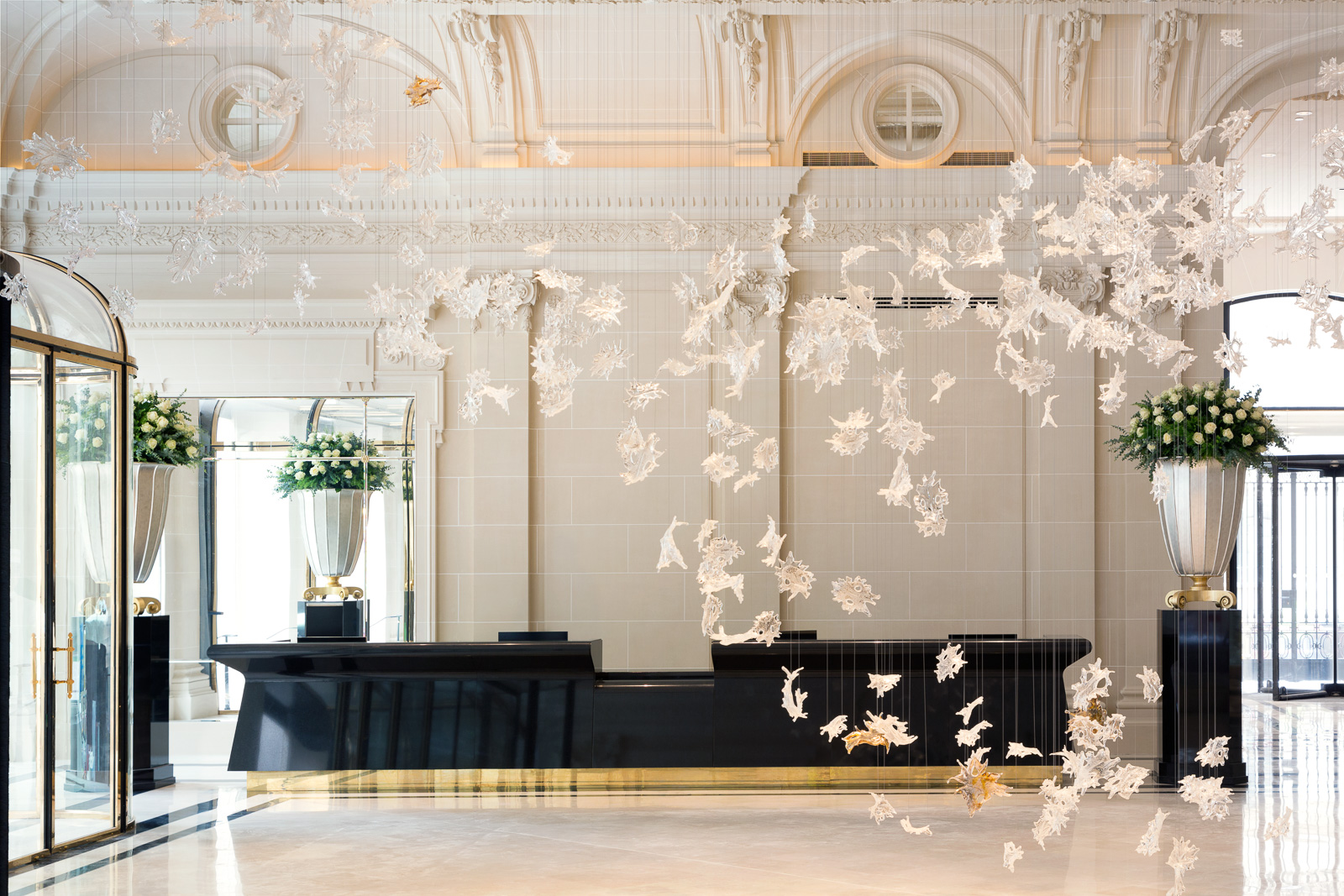
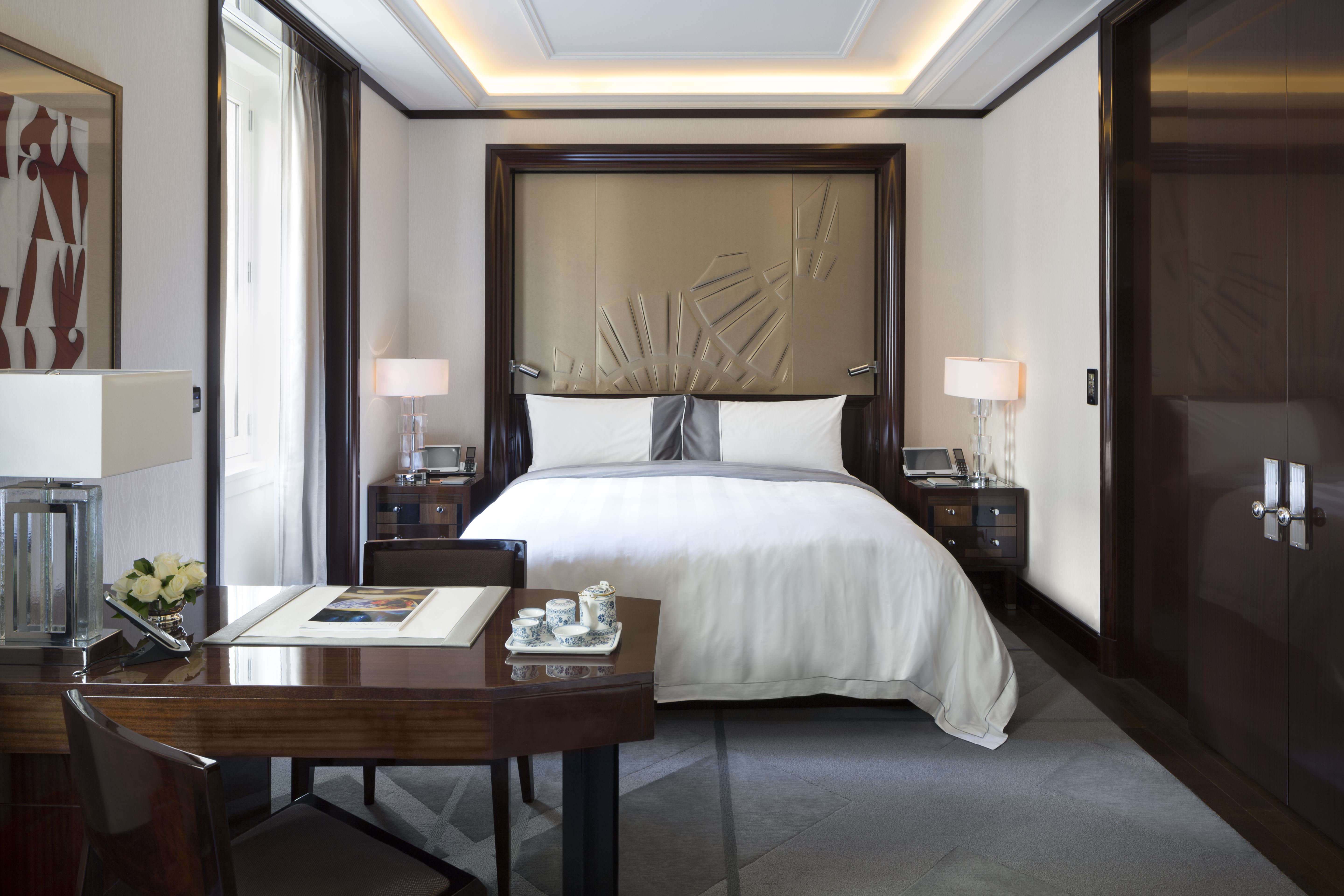
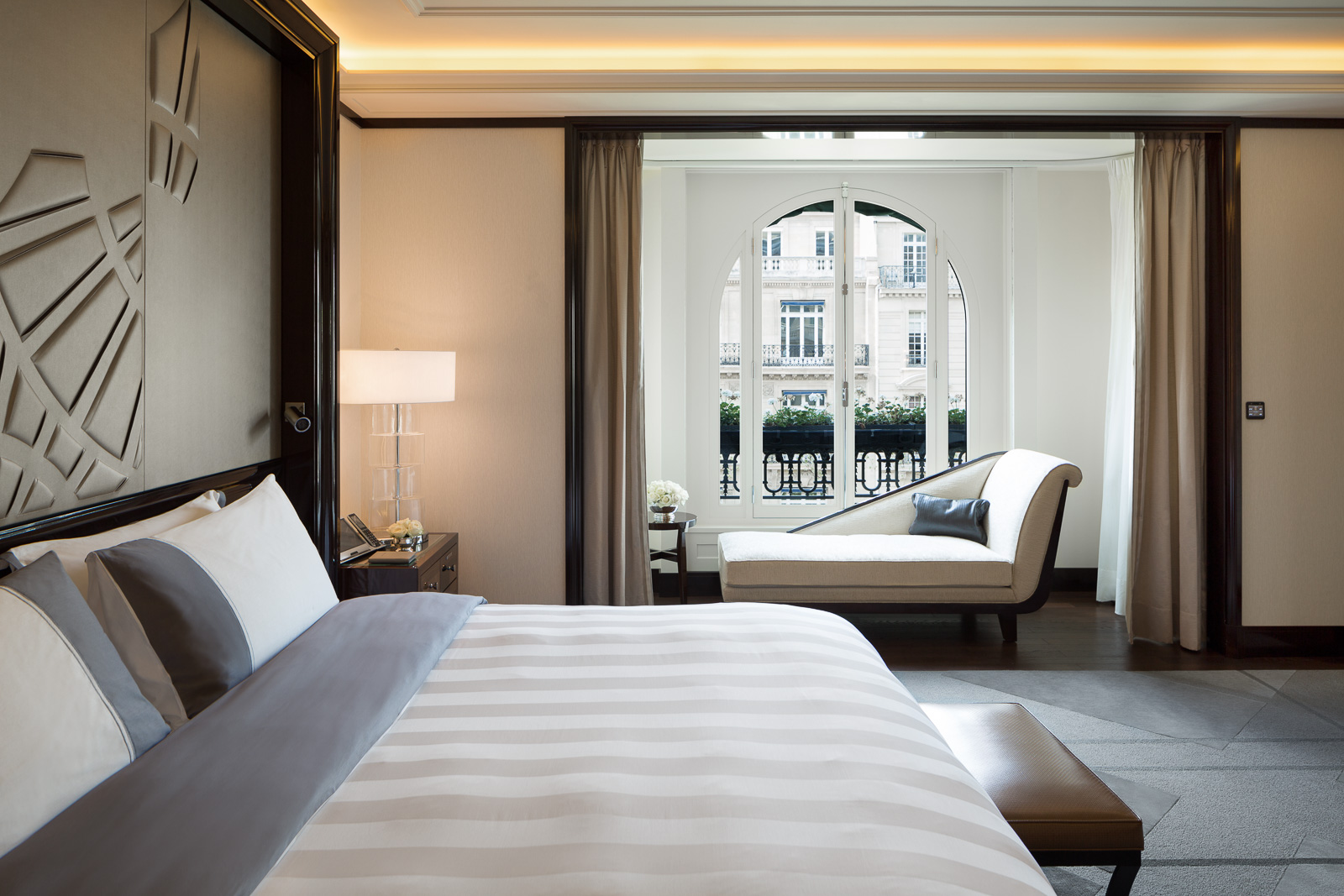
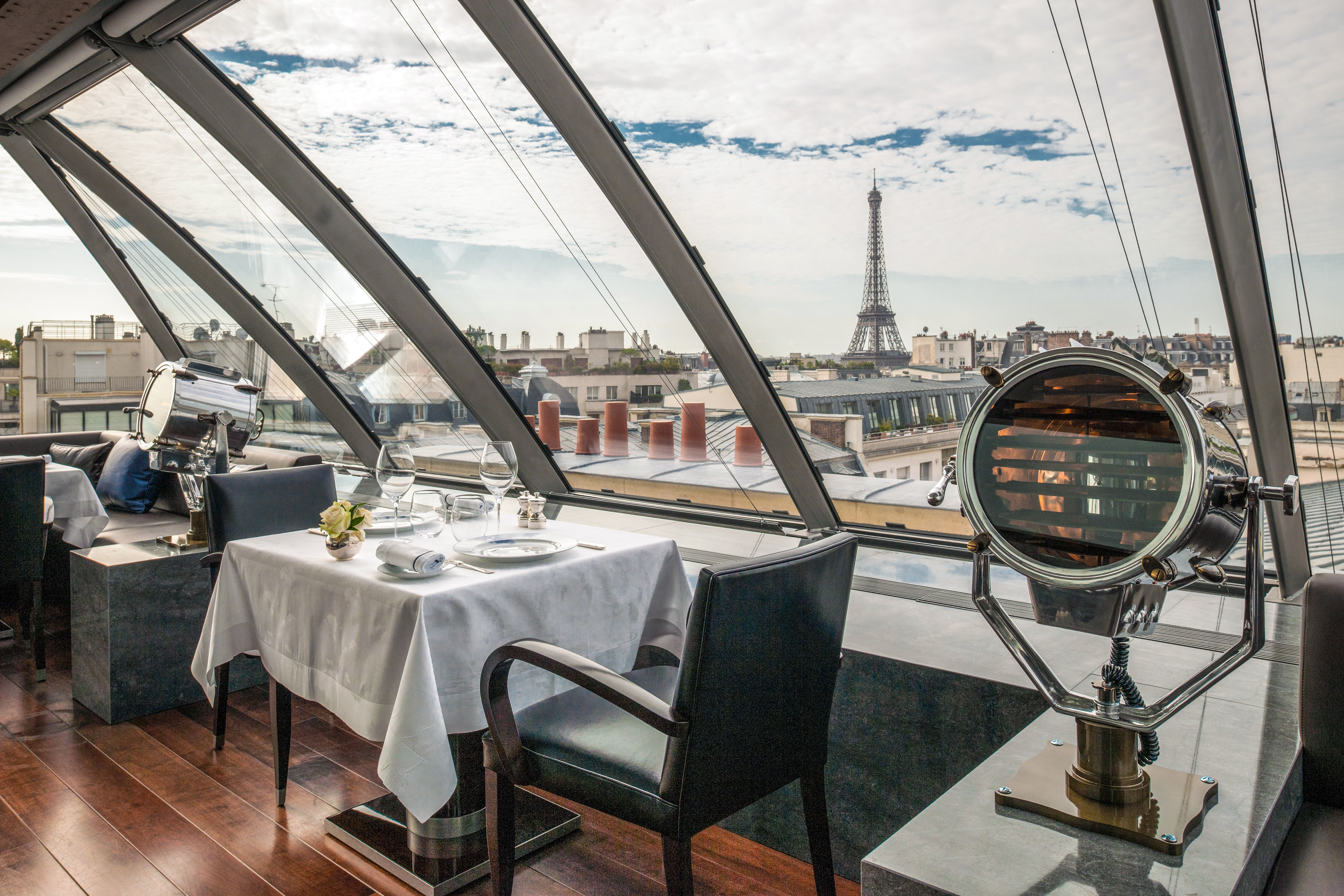
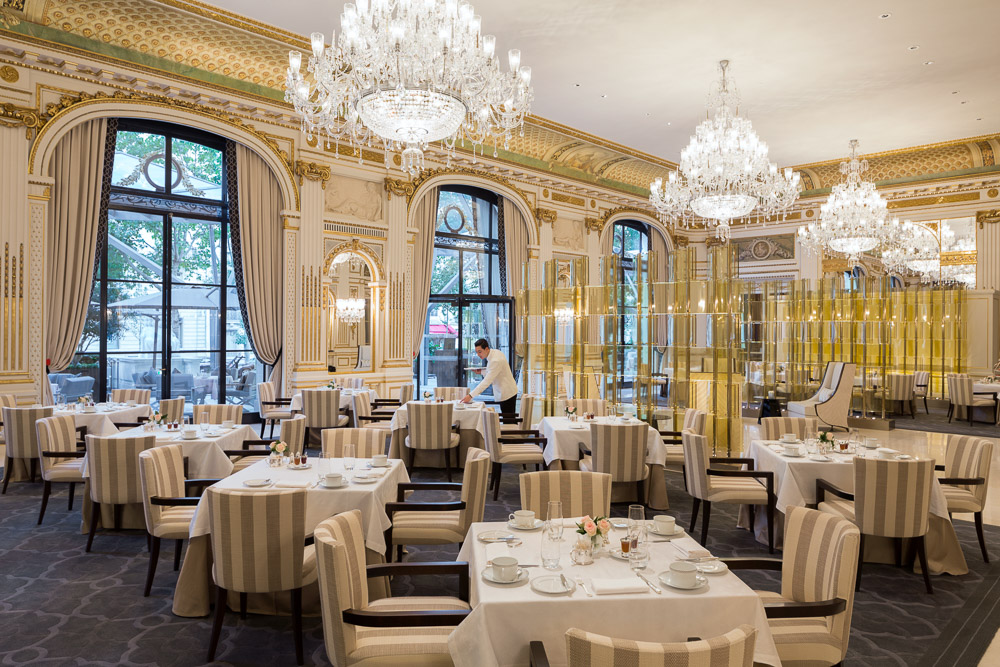
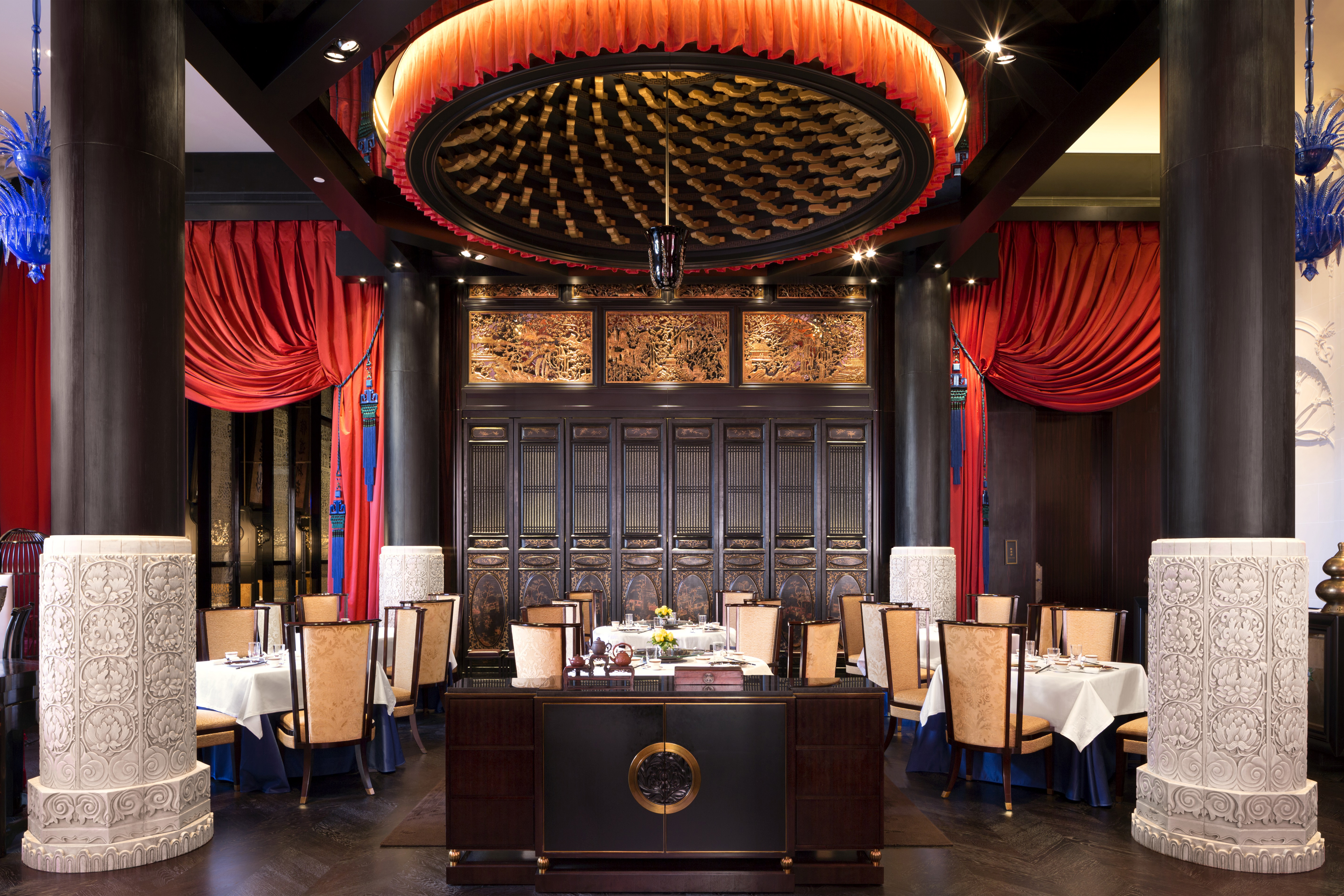
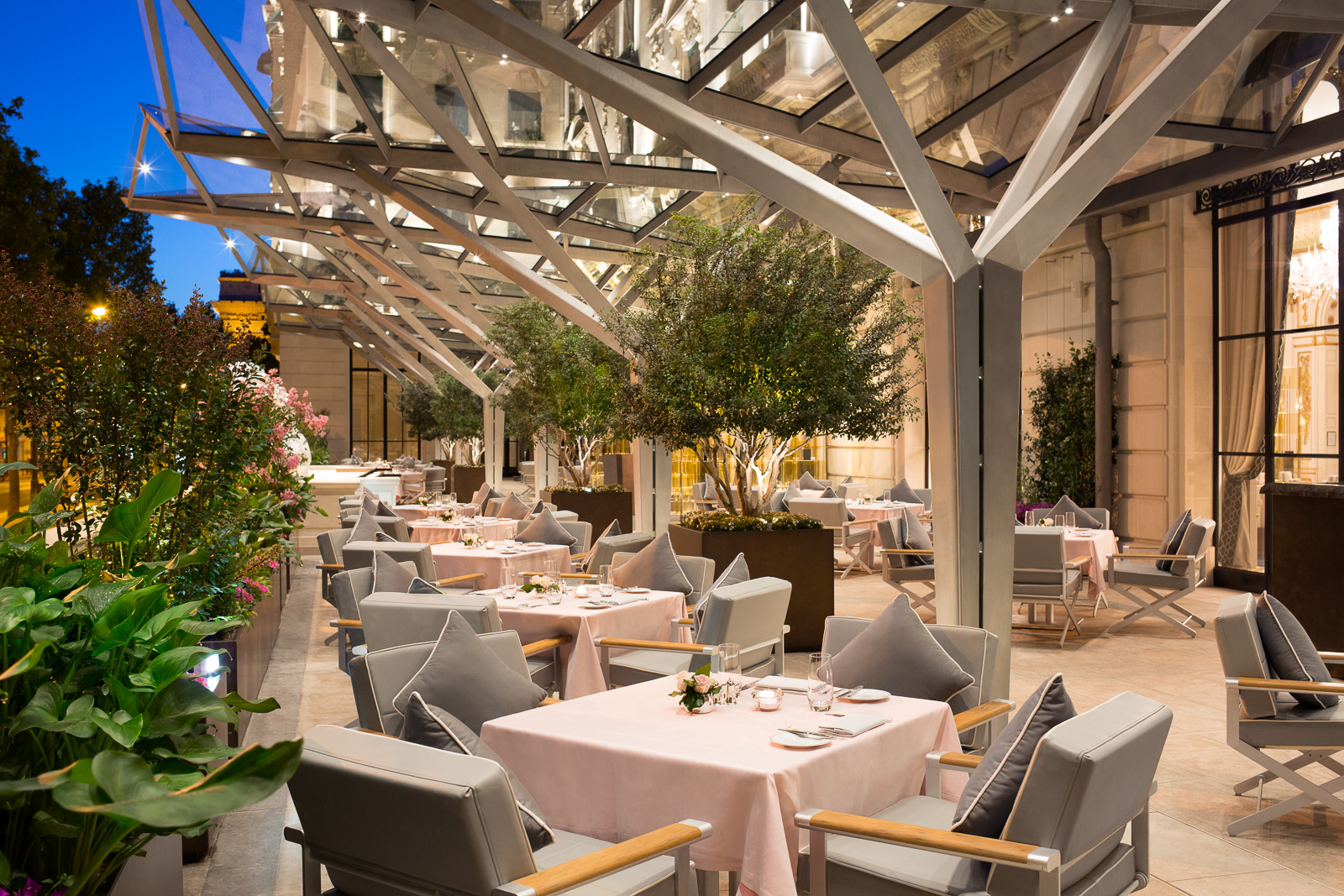
Terrasse Kléber.
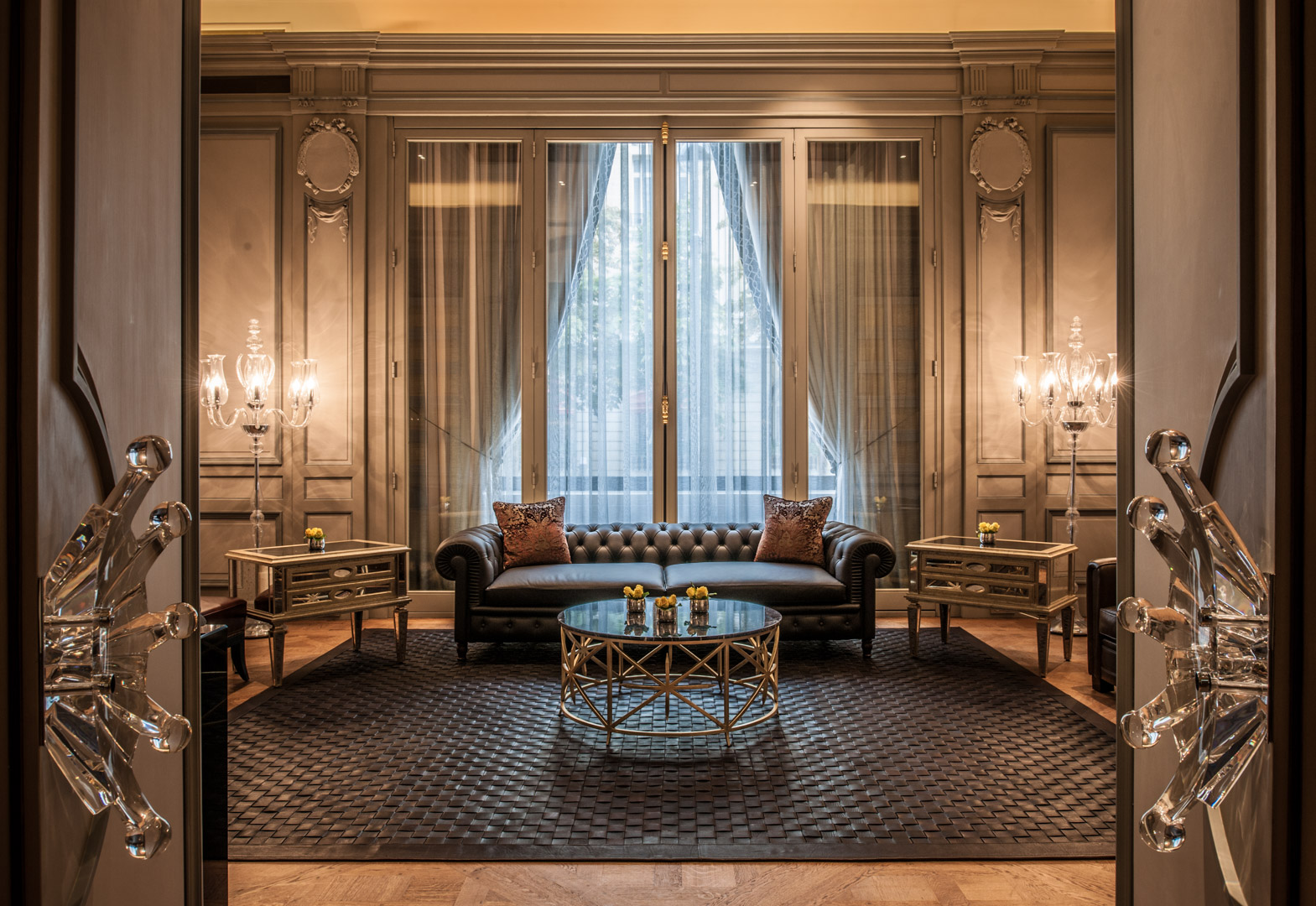
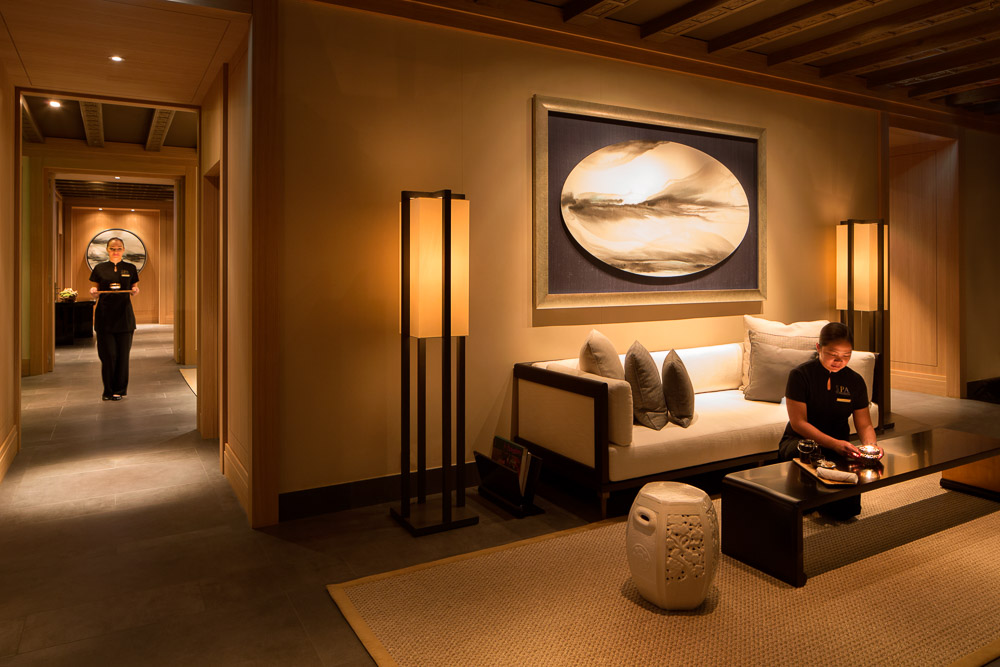
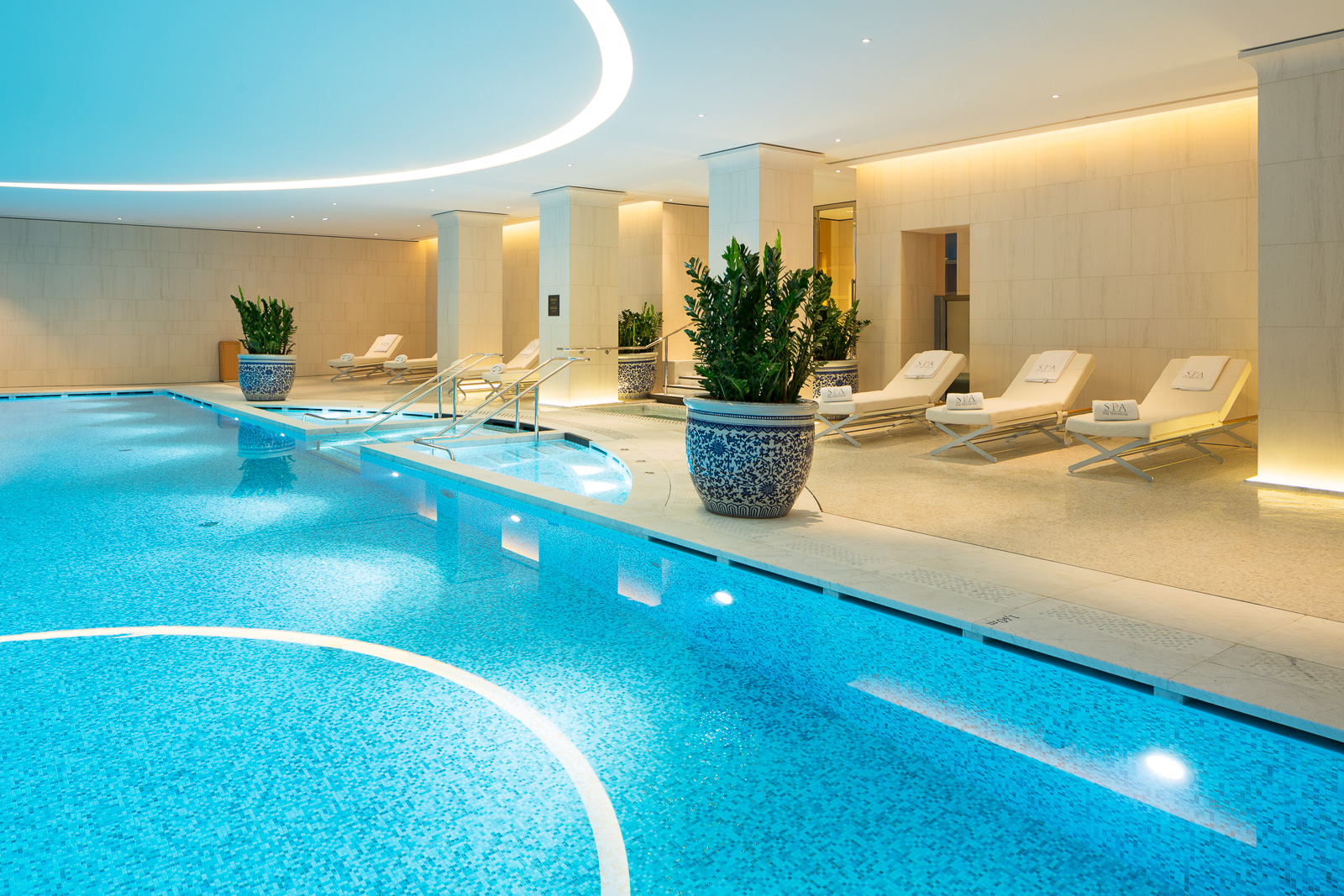
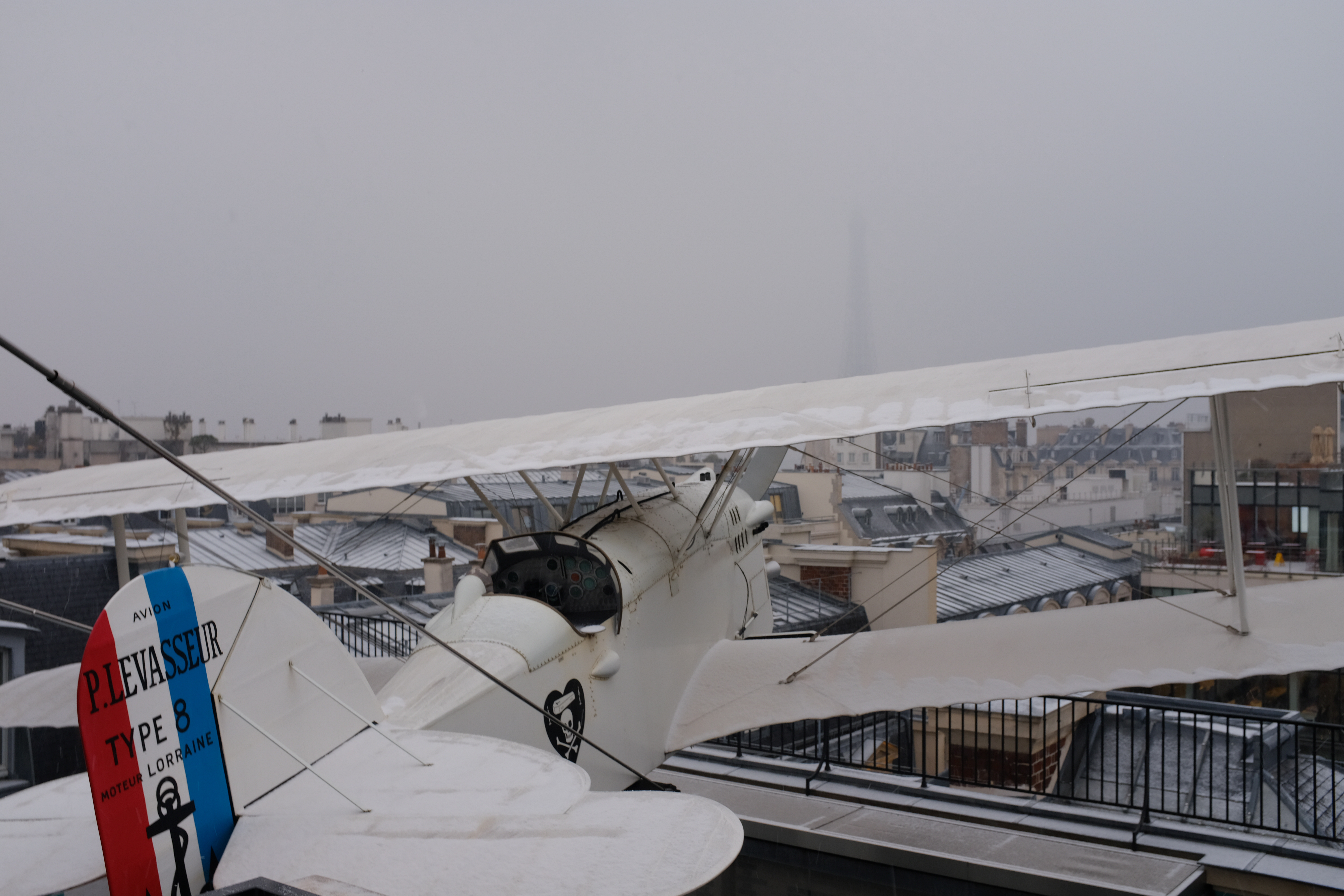